# Emanuele Finocchiaro Aprile
Emanuele Finocchiaro Aprile (Palermo, 30 agosto 1880 – 11 maggio 1962) è stato un politico e ingegnere italiano.

## Biografia
Ingegnere. Figlio dell'ex ministro Camillo Finocchiaro Aprile e fratello del deputato e leader indipendentista Andrea.
Fu eletto tra i liberali deputato del Regno nel 1919 nel collegio di Siracusa e riconfermato nel 1921 in quello di Catania, fino al 1924, quando, passato ai Demosociali, non fu eletto. Lasciata la politica attiva, nel 1926 fu consigliere delegato della Società anonima finanziamenti e ricostruzioni, di Roma.
Dopo la liberazione di Roma nel 1944, fu Presidente della Provincia di Roma fino al 1946.
Nel 1945 fu nominato alla Consulta Nazionale. In seguito fu Presidente del Consiglio nazionale degli ingegneri.
Morì l'11 maggio 1962 all'età di 81 anni.